# Gueules noires (film)
Pour les articles homonymes, voir Gueule noire.
Pour plus de détails, voir Fiche technique et Distribution.
Gueules noires est un un film fantastique français, réalisé par Mathieu Turi et sorti en 2023.
Le film débute en 1956, dans le nord de la France. Une bande de mineurs de fond se voit obligée de conduire un professeur faire des prélèvements à mille mètres sous terre. Après un éboulement qui les empêche de remonter, ils découvrent une crypte d’un autre temps, et réveillent sans le savoir une créature légendaire assoiffée de sang….

## Synopsis
En 1856  dans une mine du nord de la France, un boutefeu est envoyé par ses collègues afin de faire exploser une poche de gaz. Terrifié par une apparition, l'explosif est déclenché trop tôt, provoquant ainsi l'effondrement de la galerie et le piégeant lui et une trentaine de mineurs.
Exactement cent années plus tard, Amir, un jeune marocain engagé pour travailler dans cette mine arrive sur le site. Il intègre l'équipe expérimentée de Roland Neuville composée de Polo, Miguel, Santini et Louis, raciste notoire. Une semaine plus tard, l'équipe est choisie pour emmener le Pr Berthier au plus profond de la mine en échange d'une prime. Roland se doute que le professeur leur cache quelque chose car ce dernier souhaite qu'ils creusent à un endroit précis et les mineurs mettent au jour une grotte. 

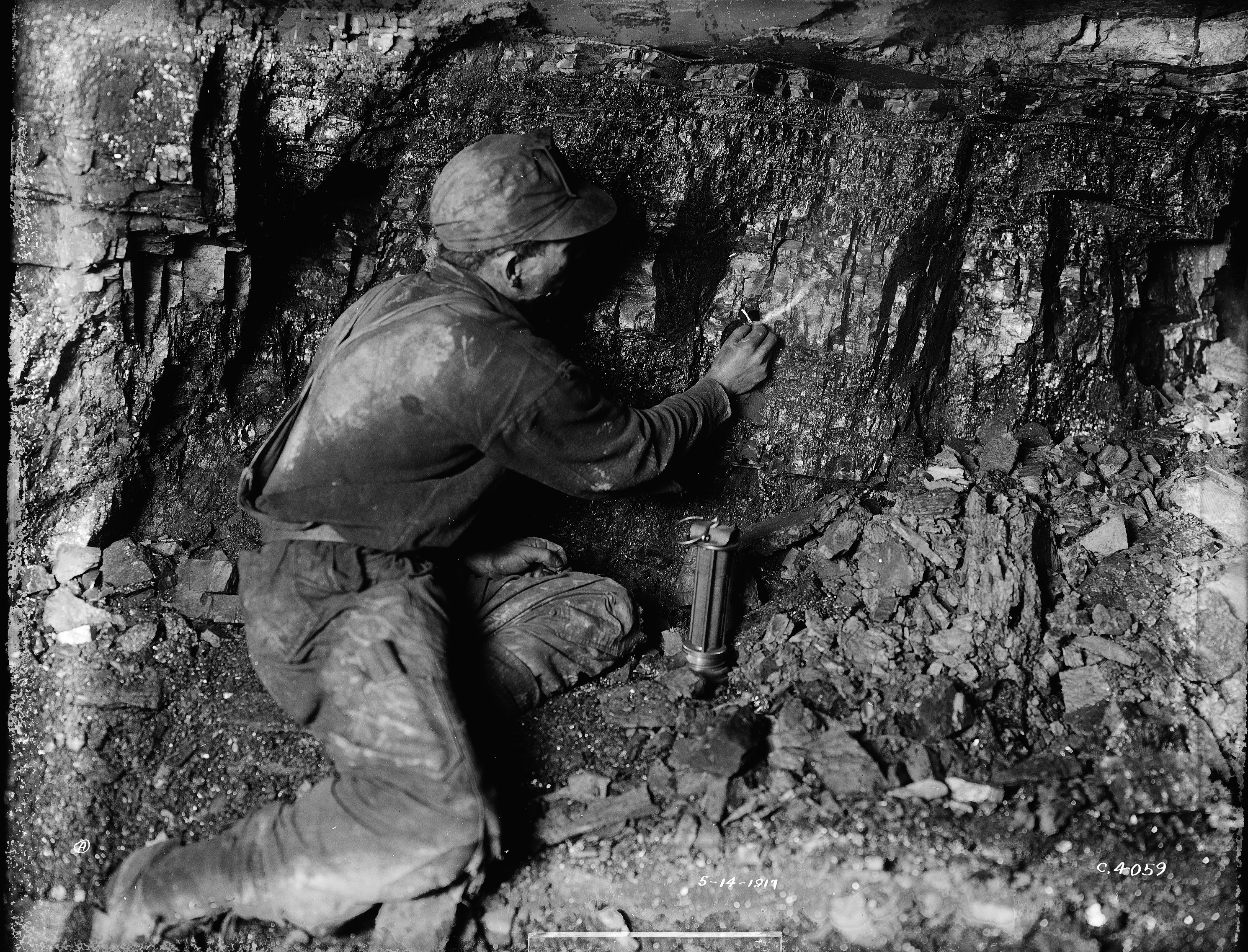
Mineur dans une mine de charbon.

Une fois tous descendus, ils identifient l'endroit comme « les Damnés de Saint Louis », la mine où des mineurs s'étaient retrouvés bloqués cent ans plus tôt. Berthier ayant disparu, l'équipe se scinde en deux. Amir, Louis et Santini découvrent l'un des cadavres des mineurs ainsi qu'un message d'avertissement que ce dernier a écrit avec son sang. Louis en profite pour lui faire les poches et s'empare d'une pierre taillée. Rejoignant l'autre groupe qui a retrouvé Berthier en train de prendre des photos, le professeur accepte que tous remontent à la surface une fois qu'ils auront fait exploser une paroi renfermant un trésor inestimable selon lui. Ils trouvent alors une crypte renfermant un étrange sarcophage qu'une ancienne civilisation vénérait. Roland décide que tout le monde remonte à la surface, mais le chemin aménagé par Polo s'effondre, les piégeant tous. 

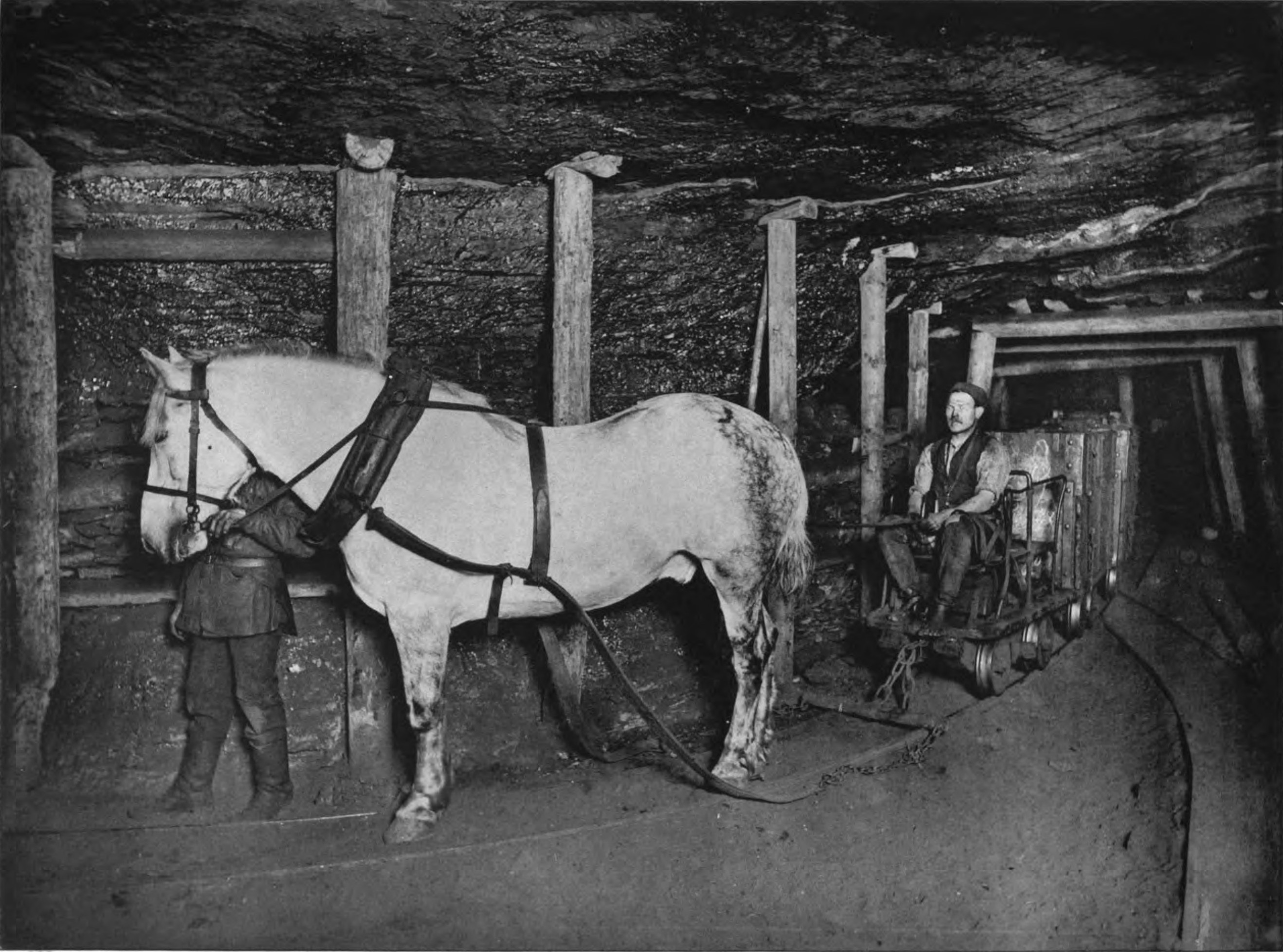
Cheval dans une mine, évoquant Cartouche.

Santini blessé à la jambe, Roland espère que les autres mineurs viendront les aider mais Polo lui explique n'avoir vu personne. Roland comprend que Berthier a privatisé la mine pour la journée et qu'ils doivent se débrouiller seuls. Déambulant dans la mine, Amir retrouve Polo et Louis en train d'essayer d'ouvrir le tombeau, persuadés d'y trouver des pierres précieuses. Amir utilise la pierre de Louis qui s'avère être une clé et ses deux compagnons s'emparent des joyaux. Amir les conjure d'arrêter mais se fait passer à tabac par Louis pour qu'il ne parle pas et s'enfuit dans les couloirs. La créature du tombeau s'éveille et poursuit ses deux compagnons, tuant Polo puis Santini.
Devant attendre douze heures avant que les autre mineurs ne descendent et ne disposant pas assez d'explosifs, l'équipe doit faire un choix : tuer la créature ou aménager un passage. Berthier leur propose de retourner dans la crypte pour y trouver une sortie et à force d'explorations, l'équipe tombe sur des chambres sacrifielles en l'honneur de Moknorot "Le Mangeur d'âmes". Retombant systématiquement à leur point de départ, les hommes suivent un chemin teinté de sang jusqu'à une cavité. Berthier et Amir s'y engouffrent pour y trouver le cadavre du cheval de Polo, Cartouche, qui s'était enfui.  Berthier presse alors un mécanisme qui ferme la porte car il pense qu'à l'exception d'Amir, les autres mineurs le jugent responsable de la situation et comptent le tuer une fois la sortie trouvée. D'autres inscriptions indiquent que Moknorot n'est pas seul et que huit autres monstres comme lui émergeront à la surface pour préparer l'arrivée d'un Grand Ancien, Cthulhu. Amir comprend alors qu'un palindrome inscrit sur une paroi indique la sortie mais Moknorot émerge du cadavre du cheval où il s'était réfugié. Amir réussit à s'enfuir grâce à ses compagnons mais Berthier est tué par le monstre en voulant l'admirer.
Les mineurs survivants suivent la piste mais Miguel se fait tuer à son tour tandis que le monstre emporte Louis dans une partie inexplorée de la mine. Roland et Amir arrivent jusqu'à la sortie mais cette dernière a été bouchée il y a des siècles et ils décident de remonter par le puits sacrificiel, leur dernier espoir. Moknorot en profite pour traîner Amir à travers la mine jusqu'à son trône et, utilisant Louis, grièvement blessé mais encore vivant, qu'il décapite pour communiquer, propose à Amir de le faire sortir en échange qu'il devienne lui aussi un dieu. Amir le blesse et trouve le puits que Roland a déjà commencé à grimper. Le détonateur ayant été laissé en contrebas, les deux hommes se sacrifient pour tuer le monstre,.

## Fiche technique
Sauf indication contraire, les informations mentionnées dans cette section peuvent être confirmées par la base de données cinématographiques IMDb,  présente dans la section « Liens externes ».
- Titre original : Gueules noires
- Titre international : The Deep Dark

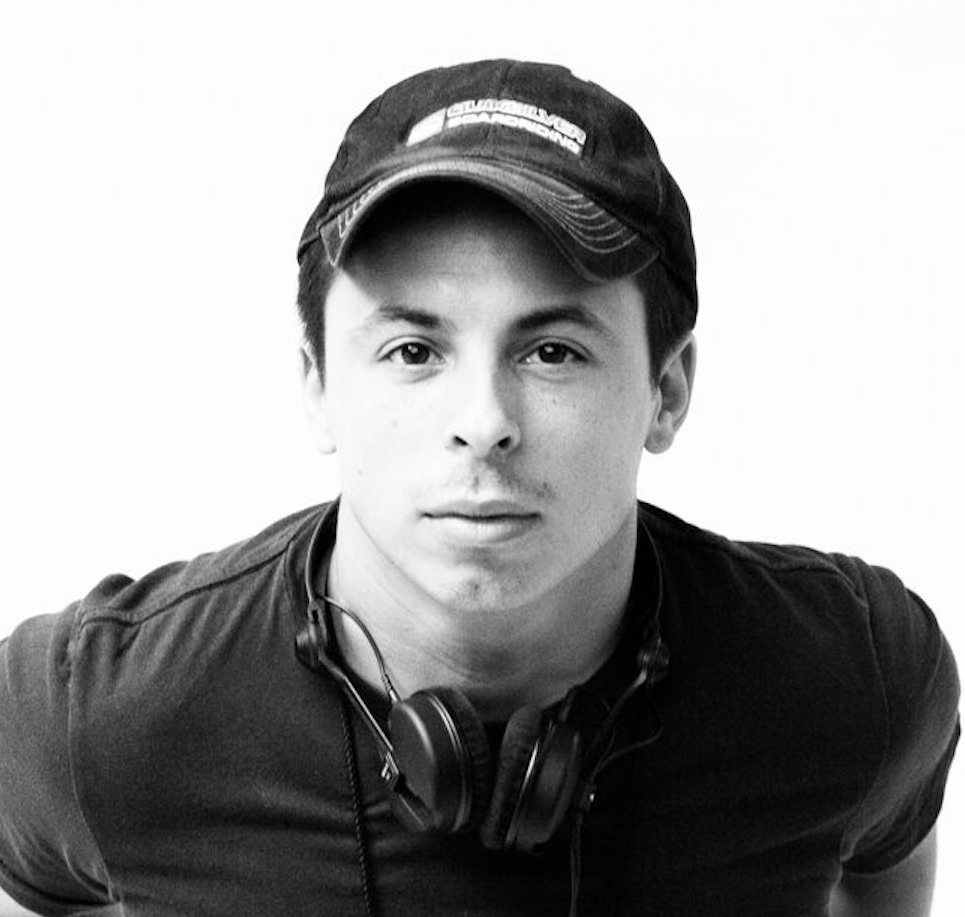
Mathieu Turi

- Réalisation et scénario : Mathieu Turi
- Musique : Olivier Derivière
- Décors : Marc Thiébault
- Costumes : Agnès Noden
- Photographie : Alain Duplantier
- Montage : Joël Jacovella
- Production : Éric Gendarme et Thomas Lubeau

Coproducteur : Bruno Amic, Alexis Loizon, Patrick Raoux
- Sociétés de production : Fulltime Studio et Marcel Films
- Société de distribution : Alba Films (France)
- Budget : 3,9 millions d'euros
- Pays de production :  France
- Langue originale : français
- Format : couleur
- Genre : fantastique, aventures, thriller, drame
- Durée : 103 minutes
- Dates de sortie[5] :
  - France : 15 novembre 2023
- Classification[6] :
  - France : interdit aux moins de 12 ans

## Distribution
- Samuel Le Bihan : Roland Neuville
- Jean-Hugues Anglade : Pr Berthier
- Philippe Torreton : Fouassier, le directeur de la mine
- Thomas Solivérès : Louis
- Amir El Kacem : Amir
- Diego Martín : Miguel
- Marc Riso : Polo
- Bruno Sanches : Santini
- Mikaël Fitoussi : le mineur qui chante
- Wabinlé Nabié : le pénitent

Photos des principaux acteurs du film
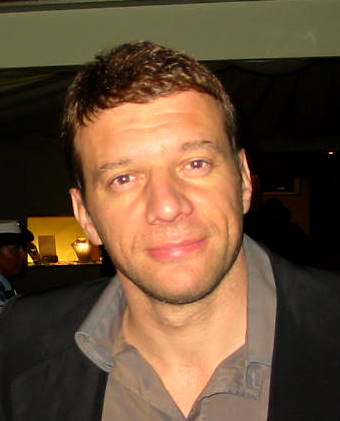
Samuel Le Bihan
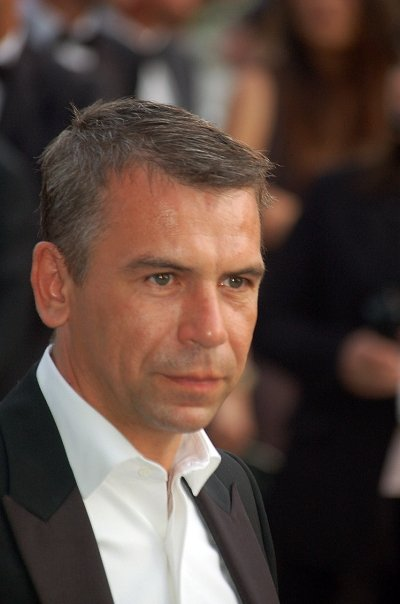
Philippe Torreton
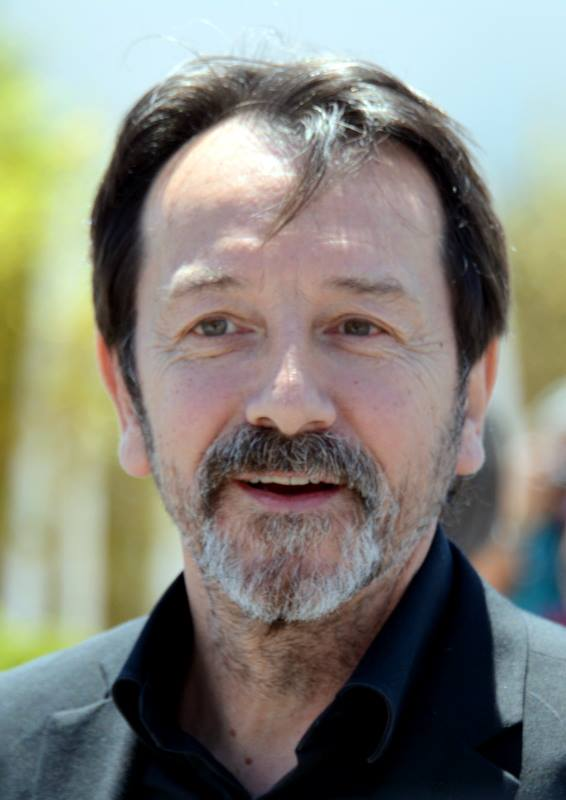
Jean-Hugues Anglade
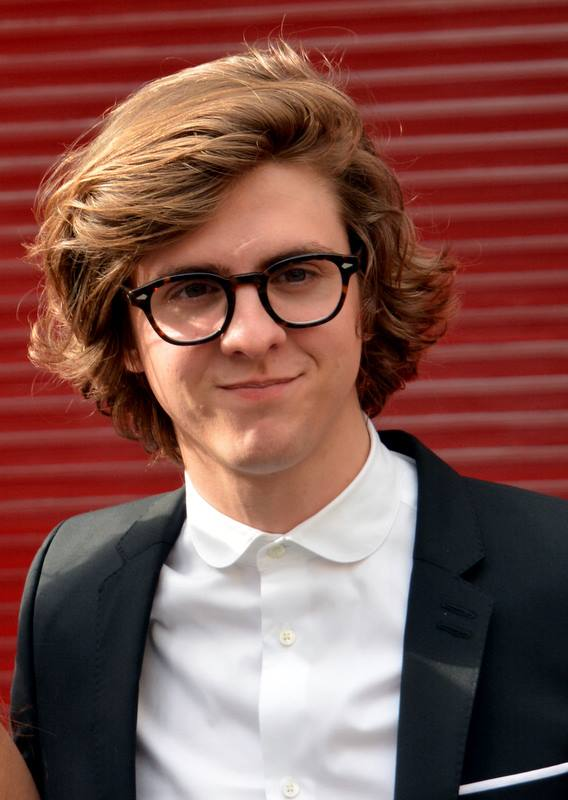
Thomas Solivéres
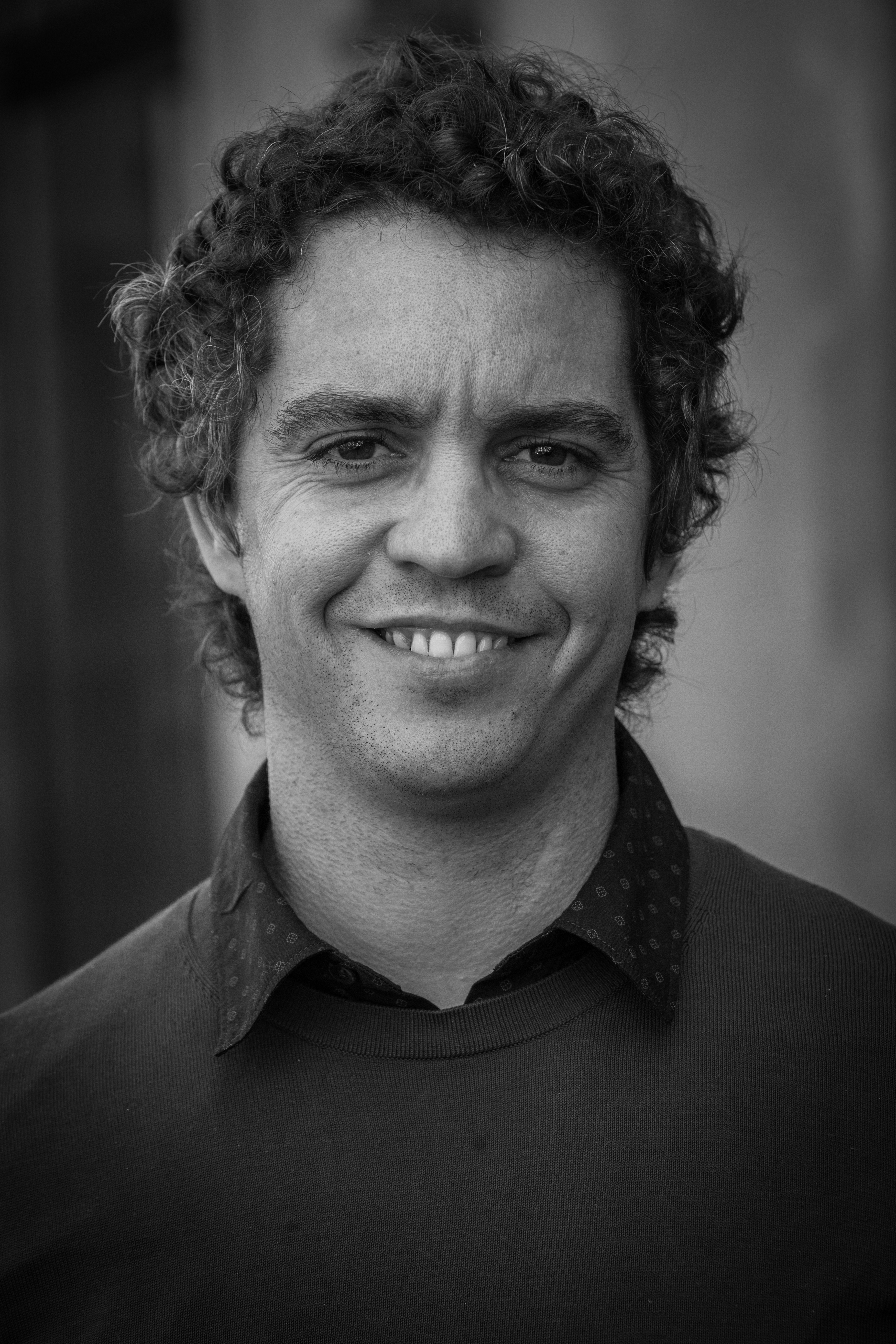
Bruno Sanches

## Production

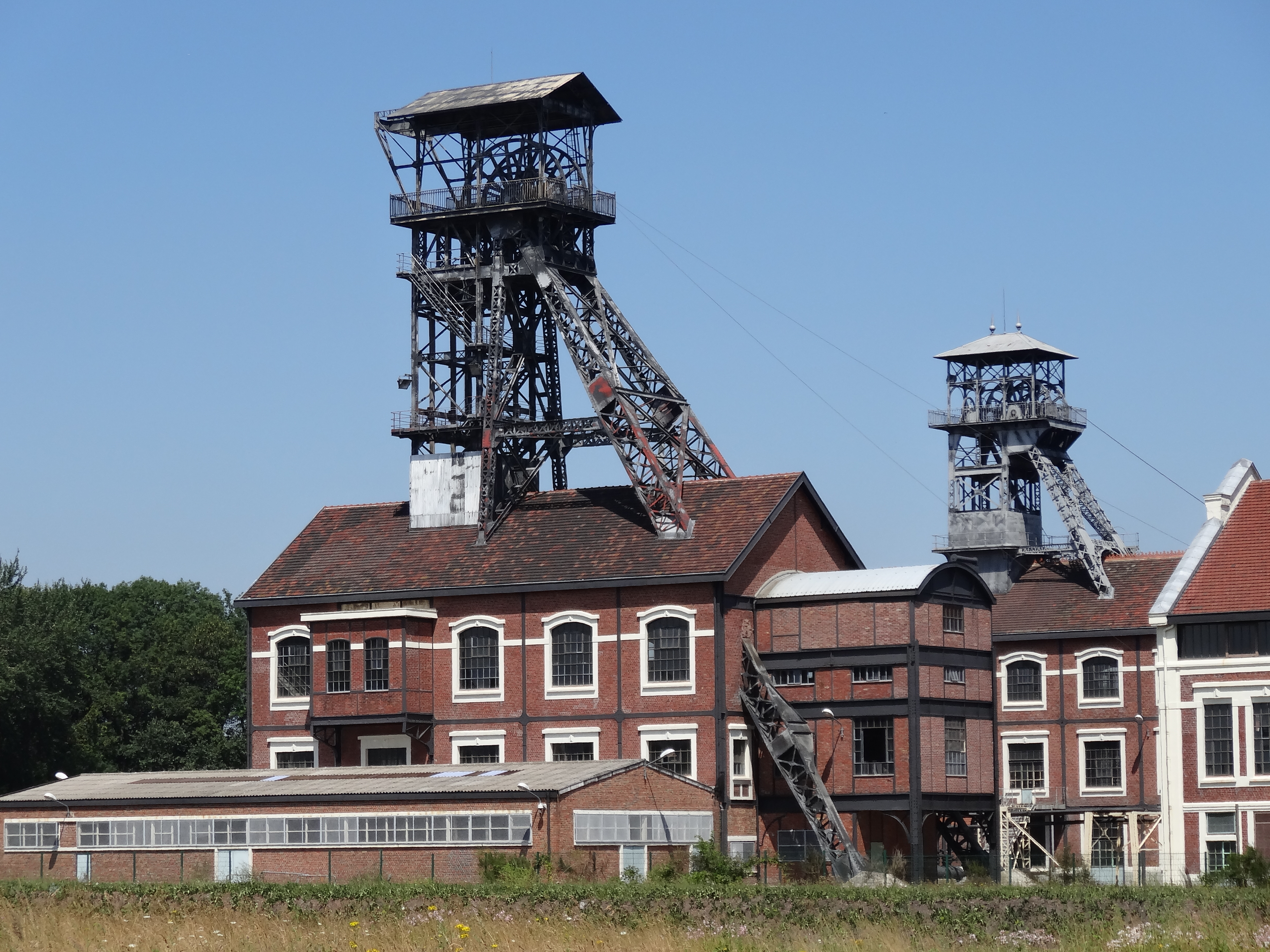
Fosse n° 9 - 9 bis des mines de Dourges

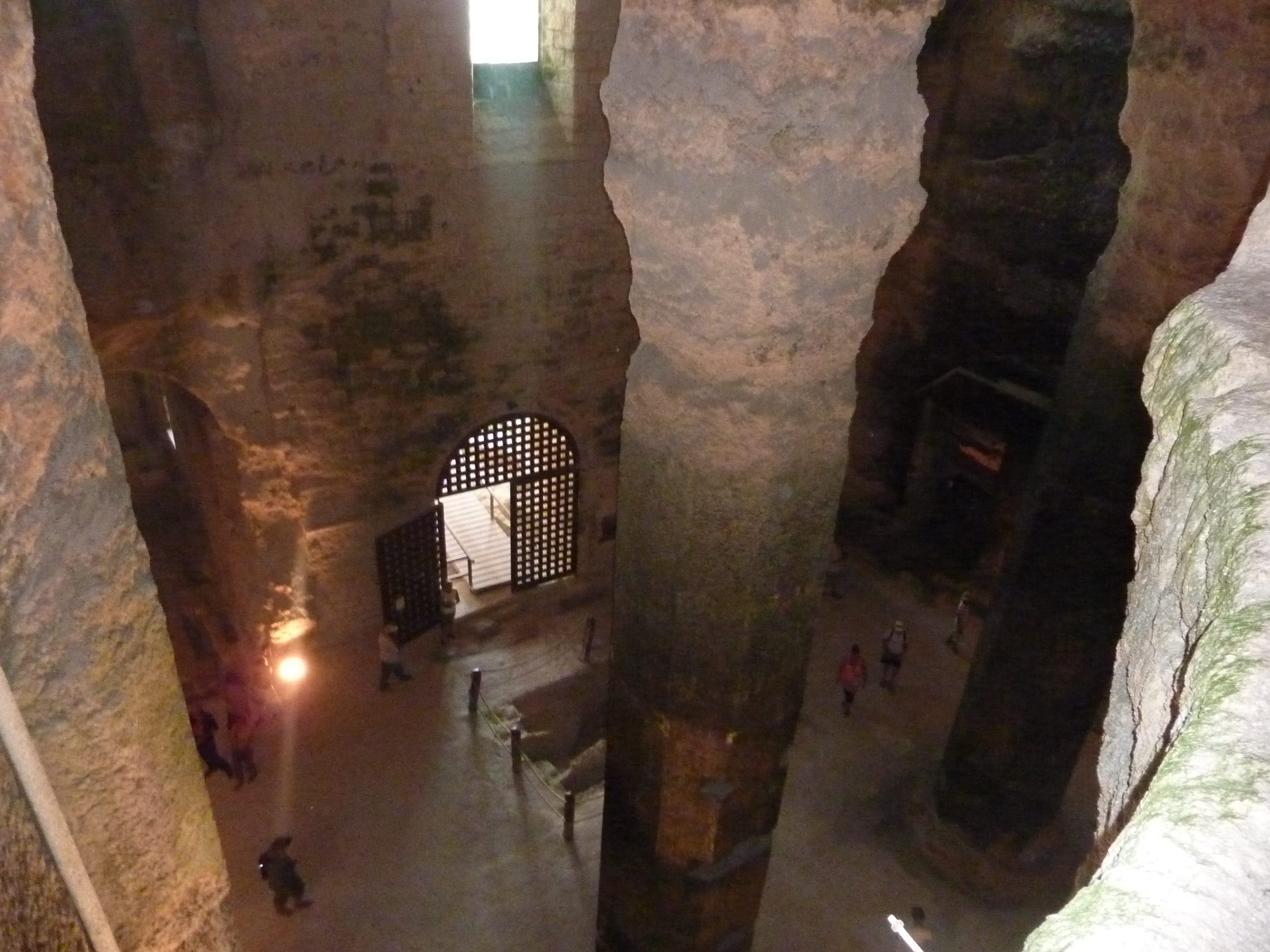
l'église monolithe à Aubeterre-sur-Dronne en Charente

### Génèse et développement
Gueules noires est le troisième film de Mathieu Turi après Hostile et Méandre dont les thèmes étaient  centrés autour de la thématique du survivalisme. Moins axé sur ce thème, le film reste cependant très anxiogène.
Admirateur des œuvres de l'écrivain américain Howard Phillips Lovecraft et désirant transposer cette ambiance dans le décor original du bassin houiller du Nord-Pas-de-Calais, le réalisateur s'est rendu en repérages sur le site « Arenberg Creative Mine », un ancien site minier avec sa fosse et ses bâtiments, site où le film de Claude Berri, Germinal avait été tourné en 1993.

### Durée et lieux de tournage
Le tournage démarre le 7 novembre 2022 et se déroule dans les départements du Nord (à la fosse Arenberg à Wallers) et du Pas-de-Calais (à la fosse no 9 - 9 bis à Oignies ainsi qu'à Bruay-la-Buissière et son musée de la mine) ainsi que dans l'église monolithe à Aubeterre-sur-Dronne en Charente,,. Mathieu Turi annonce la fin du tournage le 11 janvier 2023.

### Référence au mythe de Cthulhu
Le nom d'Abdul al-Hazred, le fameux auteur fictif du Necronomicon et personnage du mythe de Cthulhu est nommément cité par le Pr Berthier (qui explique même qu'il n'était pas si fou) dans ce film, ce qui permet d'expliquer l'existence estimée par ce professeur comme très ancienne du sarcophage caché au fond de la mine et dans laquelle serait enfermé un « dieu ». De même, lors d'une traduction d'un texte ancien écrit sur un mur, le Pr Berthier prononce "N'est pas mort celui qui à jamais dort", prière emblématique du mythe.

### Effets spéciaux
Le sculpteur japonais Yoneyama Keisuke est le concepteur de la créature (Moknorot) et le maquilleur, spécialiste d'effets spéciaux Jean-Christophe Spadaccini (lequel a déjà travaillé avec Mathieu Turi), s’est chargé de son animation.

## Sortie et accueil

### Box office
Le film est sorti le 15 novembre 2023 dans 118 salles. Il réalise 3 224 entrées pour sa première journée et moins de 35 000 entrées pour sa première semaine dans 190 salles. Hors du top 10 des films de la semaine, Gueules noires se présente, dés lors, comme un gros échec commercial avec seulement 47 475 entrées durant les six semaines d'exploitation dans les salles françaises.

### Critiques
En France, le site Allociné propose une note moyenne de 2,9⁄5 basé sur 22 titres de presse.
Le critique de cinéma du Parisien, Michel Valentin, présente ce film comme une « bonne surprise », présentant des « décors particulièrement soignés et surtout, très bien éclairés », mais il reconnait cependant que le « seul petit défaut de ce film fantastique » est la présence d'un monstre de moins en moins « convaincant » au fur et à mesure de ses apparitions.
Sur le site de Première, le critique François Léger est nettement moins nuancé et considère que le manque criant de budget pour ce film est patent et qu'il pèse sur la crédibilité du monstre. Il évoque également le « niveau de jeu dramatiquement aléatoire du casting ». Nicolas Moreno, sur le site des Inrocks, considère que ce film rate complètement sa rencontre entre « Alien » et  » Germinal ».